# Studio 23
Studio 23 est une chaîne de télévision philippine appartenant à ABS-CBN Corporation. La chaîne a été lancée le 12 octobre 1996 et fermée le 16 janvier 2014, elle a été remplacée par ABS-CBN Sports and Action (S+A).